# Psáře (tvrz)
Psáře jsou zaniklá tvrz ve stejnojmenné vesnici v okrese Benešov ve Středočeském kraji. Od patnáctého do poloviny šestnáctého století bývala sídlem psářské vrchnosti a po připojení ke Kácovu zanikla. Dochovalo se po ní tvrziště, které je chráněno jako kulturní památka.

## Historie
Vesnice Psáře ve čtrnáctém století patřila Zdeslavovi ze Šternberka. Později v ní sídlil vladycký rod, který používal přídomek ze Psář. Jako první z nich je znám Majnuš ze Psář připomínaný roku 1406. Ještě roku 1450 byl uveden mezi přívrženci krále Jiřího z Poděbrad. Jeho synem byl Petr Majnuš ze Psář, ale roku 1479 Psáře držel Přibík z Býšova. Naposledy byl Přibík zmíněn v roce 1494.
Roku 1529 byl vlastníkem vesnice Pavel z Jenštejna a po něm Lidmila z Maličína, vdova po Gabrielovi Klenovském ze Ptení. V roce 1536 vesnici s tvrzí a dvorem prodala Hedvice z Hořiněvsi, manželce Jindřicha Škopka z Bílých Otradovic. Hedvika vesnici vlastnila deset let a roku 1546 tvrz se vším příslušenstvím prodala Janu Čejkovi z Olbramovic. Jan o několik let později získal Kácov, ke kterému Psáře připojil. Tvrz tak ztratila rezidenční funkci a zpustla. V první polovině devatenáctého století na tvrzišti údajně stálo torzo staré budovy, ale August Sedláček už zmínil jen okrouhlý příkop.

## Stavební podoba
Tvrziště typu motte se nachází na jižním okraji vesnice u rybníku Štěpnice. Má kruhový půdorys vymezený na jihu a východě příkopem tesaným částečně ve skále, na západě terénní hranou a na severu rybníkem. Na jižní straně je navíc patrný val.